# Střítež (Žďár nad Sázavou)
Střítež é uma comuna checa localizada na região de Vysočina, distrito de Žďár nad Sázavou.